# Asilus aqualicus
Asilus aqualicus är en tvåvingeart som först beskrevs av Giovanni Antonio Scopoli 1763.  Asilus aqualicus ingår i släktet Asilus och familjen rovflugor.
Artens utbredningsområde är Slovenien. Inga underarter finns listade i Catalogue of Life.